# 形態係数
形態係数（けいたいけいすう、英: view factor, radiation shape factor, angle factor）とは、熱放射の計算において、熱をやり取りする2つの面の間の幾何学的位置関係を表す無次元量である。空間に存在する温度T1 の面A1 が熱を放射するとき、そのうち別の面A2へ入射する熱量{\displaystyle {\dot {Q}}_{1\rightarrow 2}} は形態係数F1→2 を用いて次式で表される。
{\displaystyle {\dot {Q}}_{1\rightarrow 2}=\sigma T_{1}^{4}A_{1}F_{1\rightarrow 2}}
ただし、σはステファン・ボルツマン定数である。

## 定義
形態係数F1→2 は2つの面A1 , A2 の幾何学的な関係のみにより定まり、次式で定義される。
{\displaystyle F_{1\rightarrow 2}={\frac {1}{A_{1}}}\int _{A_{1}}\int _{A_{2}}{\frac {\cos \phi _{1}\cos \phi _{2}}{\pi r^{2}}}\mathrm {d} A_{1}\mathrm {d} A_{2}}
ただし、
- φ1 , φ2 ：微小な面dA1 とdA2 を結ぶ直線と各微小面の法線のなす角度
- r ：微小な面dA1 とdA2 の距離

である。

### 導出
微小面dA1 （温度T1）が熱を放射し、そのうちの{\displaystyle \mathrm {d} {\dot {Q}}_{\mathrm {d} A_{1}\rightarrow \mathrm {d} A_{2}}}の熱量が距離r だけ離れた微小面dA2 へ入射するとき、その熱量は
{\displaystyle \mathrm {d} {\dot {Q}}_{\mathrm {d} A_{1}\rightarrow \mathrm {d} A_{2}}=\sigma T_{1}^{4}{\frac {\cos \phi _{1}\cos \phi _{2}}{\pi r^{2}}}\mathrm {d} A_{1}\mathrm {d} A_{2}}
で表される。面が有限の大きさを持っているときは、この微小な熱量{\displaystyle \mathrm {d} {\dot {Q}}_{\mathrm {d} A_{1}\rightarrow \mathrm {d} A_{2}}}を積分して
{\displaystyle {\begin{aligned}{\dot {Q}}_{1\rightarrow 2}&=\sigma T_{1}^{4}A_{1}\left({\frac {1}{A_{1}}}\int _{A_{1}}\int _{A_{2}}{\frac {\cos \phi _{1}\cos \phi _{2}}{\pi r^{2}}}\mathrm {d} A_{1}\mathrm {d} A_{2}\right)\\&=\sigma T_{1}^{4}A_{1}F_{1\rightarrow 2}\end{aligned}}}
となる。

## 性質

### 総和関係
閉空間の境界面をn 個に分割し、そのうち面i から面j への形態係数をFi →j とする。このとき、
{\displaystyle \sum _{k=1}^{n}F_{i\rightarrow k}=1}
が成り立つ。この関係の物理的な意味は、面i から放射された熱は必ず他のどこかの面に入射するということである。

### 相互関係
放射面と入射面を入れ替えたときの形態係数は次の関係から容易に求めることができる。
{\displaystyle A_{1}F_{1\rightarrow 2}=A_{2}F_{2\rightarrow 1}}

## 例
いくつかの特別な位置関係にある場合の形態係数を示す。
- 平面や凸面の、それ自身との関係：{\displaystyle F_{i\rightarrow i}=0}
- 互いに見合わない面の間の関係：{\displaystyle F_{i\rightarrow j}=F_{j\rightarrow i}=0}
- 無限平行平板間の関係：{\displaystyle F_{i\rightarrow j}=F_{j\rightarrow i}=1}
- 面1が面2によって完全に囲まれている場合：{\displaystyle F_{1\rightarrow 2}=1}
- 相対する平行な2円板[3]：半径R1, R2の円板が平行に距離Lだけ離れており、それぞれの円板の中心を結ぶ線は各面と垂直になっている場合、a = R1/L, b = R2/Lとして、
{\displaystyle F_{12}={\frac {1}{2a^{2}}}\left\{1+a^{2}+b^{2}-{\sqrt {(1+a^{2}+b^{2})^{2}-4a^{2}b^{2}}}\right\}}